# يوحنا براون
يوحنا براون (بالإنجليزية: John Brown)‏ (23 مارس 1921 في المملكة المتحدة - 10 يناير 1989 بيورك في المملكة المتحدة) هو لاعب كرة قدم بريطاني (وحمل سابقاً جنسية المملكة المتحدة لبريطانيا العظمى وأيرلندا) في مركز الظهير. لعب مع نادي يورك سيتي وStanley United F.C. ‏.